# Netzekreis
Netzekreis (pol. powiat notecki) – dawny powiat niemiecki z siedzibą władz w Trzciance (niem. Schönlanke), istniejący w latach 1919–1945 i należący do rejencji pilskiej w prowincji Marchia Graniczna Poznańsko-Zachodniopruska. Teren dawnego powiatu znajduje się obecnie w Polsce, w województwie wielkopolskim.

## Historia
W 1772, po I rozbiorze Polski, Obwód Nadnotecki stał się częścią Królestwa Prus. W latach 1807–1815 teren ten należał do Księstwa Warszawskiego, a od 1815 do pruskiej Prowincji Poznańskiej. Zgodnie z postanowieniami traktatu wersalskiego, położone na południe od Noteci części powiatów chodzieskiego, czarnkowskiego i wieleńskiego wraz ze stolicami przypadły Polsce (która objęła je z dniem 10 stycznia 1920) włączono do czarnkowskiego.
Pozostawione przy Niemczech części powiatów od 2 sierpnia 1919 zostały podporządkowane tymczasowemu zarządowi powiatowemu w Trzciance (niem. Schönlanke):
- czarnkowskiego (miejscowości: miasto Trzcianka, wsie Biała, Bukowiec, Gajewo, Kuźnica Czarnkowska, Łomnica (niem. Lemnitz), Niekursko, Nowa Wieś (niem. Neudorf), Radolin, Radolinek, Radosiew, Runowo, Rychlik (niem. Karolina), Sarcz (niem. Zaskerhütte), Siedlisko (niem. Stieglitz), Smolarnia (niem. Theerofen), Straduń (niem. Straduhn), Teresin (niem. Theresia), Wrząca, Zofiowo);
- wieleńskiego (Krzyż i Wieleń Północny)
- chodzieskiego (miejscowości: Ługi Ujskie (niem. Usch Hauland), Motylewo (niem. Küddowtal), Skórka i Stobno (niem. Stöwen).

20 listopada 1919 obszary te podporządkowano prowizorycznej rejencji w Pile, a 15 grudnia 1919 utworzono z nich powiat notecki (niem. Netzekreis) z siedzibą w Trzciance, który w 1922 wszedł w skład wszedł w skład prowincji Grenzmark Posen – Westpreussen.
Obowiązki landrata przyjął od 16 września 1919 asesor rządowy, dr Freiherr Horst von Cornberg, najpierw zastępczo, a od 25 listopada 1919 pełnoprawnie. Pod względem powierzchni (986,71 km²) powiat zajmował trzecie miejsce w ramach Marchii Granicznej. W jego obrębie zamieszkiwało: 41.326 mieszkańców w 1919 (trzecie miejsce), a 38.109 w 1922 (piąte miejsce). 1 października 1938 prowincję tę zniesiono, a powiat notecki wszedł w skład prowincji Pomorze, pozostając jednocześnie w granicach rejencji pilskiej.
Oprócz Trzcianki powiat obejmował Krzyż (od 1936 miasto) i Wieleń Północny (główna część miasta przypadła Polsce) oraz 57 gmin jednostkowych i 4 obszary dworskie. Po przejęciu terytorium przez Polskę w 1945 roku, powiat Netzekreis przekształcono w powiat trzcianecki, który przetrwał do 1975 roku (w latach 1946–1958 pod nazwą powiat pilski).